# Faustus von Byzanz
Faustus von Byzanz war ein spätantiker Geschichtsschreiber, der als Verfasser eines auf Armenisch überlieferten Geschichtswerks gilt.
Bezüglich der Person des Faustus und seines Werks sind viele Einzelheiten in der modernen Forschung umstritten. Allgemein wurde lange Zeit angenommen, dass Faustus wohl um 400 eine Geschichte Großarmeniens, das in der Antike wesentlich größer war als der moderne armenische Staat, in griechischer Sprache schrieb. Das Werk schilderte wohl die Zeit von etwa 320/40 bis 387, also bis zur Teilung Armeniens zwischen Ostrom und Persien; Faustus selbst machte faktisch keine chronologischen Angaben, was manch genauere Angaben erschwert. Möglicherweise lag sein Werk dem spätantiken Geschichtsschreiber Prokopios von Caesarea vor, der angibt, eine „armenische Geschichte“ verwendet zu haben, deren Verfasser er allerdings nicht nennt.
Das Geschichtswerk des Faustus ist nur in einer armenischen Fassung erhalten, die als Buzandaran Patmut’iwnk’ („Epische Geschichte“) bezeichnet wird und vier Bücher umfasst. Die armenische Version ist sehr ausgeschmückt verfasst, als Quellen dienten vermutlich vor allem mündliche und halblegendäre Erzählungen. Es bietet Informationen zur Geschichte Armeniens vom Ende des 3. bis zum Ende des 4. Jahrhunderts, speziell zur oströmischen Armenienpolitik und zur frühen Christianisierung, die nach der Tradition mit der Bekehrung König Trdats durch den heiligen Gregor und dessen erste Gründung einer Kirche in Aschtischat beginnt. Das Werk enthält mehrere Irrtümer, was Richard N. Frye und andere betont haben, weshalb es als nicht besonders zuverlässig gilt. Faustus wurde früher als Fortsetzer des Agathangelos angesehen, weshalb er seine vier Bücher als 3. bis 6. Buch bezeichnet habe. Das Werk des Faustus wurde wahrscheinlich von Moses von Choren benutzt.
Es wird oft angenommen, dass der Autor identisch mit einem im Werk erwähnten armenischen Bischof namens Faustus sei, der in Beziehung zu Nerses I. stand, doch wird dies in der neueren Forschung teilweise bezweifelt.
Möglich ist auch, dass die Namensableitung falsch ist und Faustus nicht aus Byzanz (also Konstantinopel), sondern aus einer Stadt namens Buzanda stammte, erst Ende des 5. Jahrhunderts lebte und das Werk bereits ursprünglich in armenischer Sprache verfasst hat. Nina Garsoïan, eine führende Expertin für armenische Literatur und Geschichte, vertritt ebenfalls die Position, dass es niemals einen Faustus von Byzanz oder ein griechisches Original gegeben habe. Diese Ansicht dominiert die derzeitige Forschung, wird aber nicht von allen Gelehrten geteilt.

## Übersetzungen
- Robert Bedrosian (Übers.): P'awstos Buzandac'i's History of the Armenians. 1981
- Nina G. Garsoïan (Übersetzung und Kommentar): The Epic Histories attributed to P'awstos Buzand (Buzandaran Patmut’iwnk’). Harvard University Press, Cambridge/Mass. 1989
- M. Lauer (Hrsg.): Des Faustus von Byzanz Geschichte Armeniens. Aus dem Armenischen übersetzt und mit einer Abhandlung über die Geographie Armeniens eingeleitet. M. DuMont-Schauberg, Köln 1879 (online)